# Youichi Ui

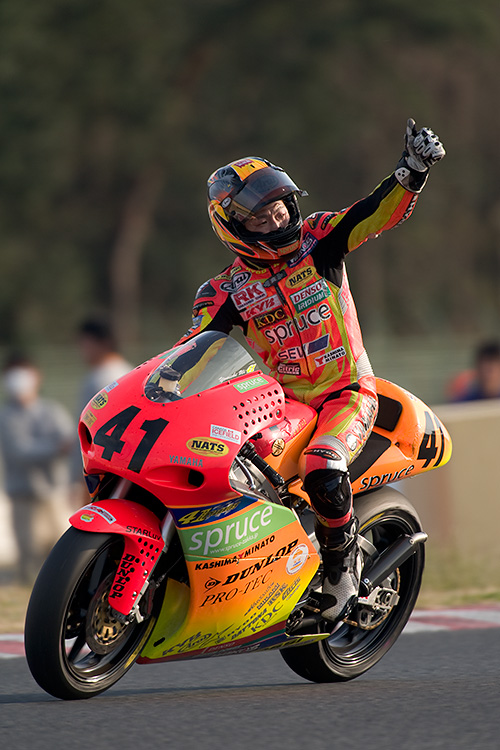
Youichi Ui.

Youichi Ui, född 27 november 1972, är en japansk roadracingförare som körde i VM 1995–2007. Han deltog huvudsakligen i 125GP men även i 250GP och 500GP. Han slutade tvåa i 125GP 2000 och 2001. Ui tog totalt 11 Grand Prix-segrar – alla i 125GP.

## Segrar 125GP
| Nr | Grand Prix     | År   |
| -- | -------------- | ---- |
| 1  | Japan          | 2000 |
| 2  | Frankrike      | 2000 |
| 3  | Holland        | 2000 |
| 4  | Storbritannien | 2000 |
| 5  | Tyskland       | 2000 |
| 6  | Sydafrika      | 2001 |
| 7  | Storbritannien | 2001 |
| 8  | Pacific        | 2001 |
| 9  | Australien     | 2001 |
| 10 | Malaysia       | 2001 |
| 11 | Brasilien      | 2001 |